# Kopa (Hiiumaa)
Koordinaten: 58° 55′ N, 22° 25′ O
Kopa ist ein Dorf (estnisch küla) in der Landgemeinde Hiiumaa (2013 bis 2017: Landgemeinde Hiiu, davor Landgemeinde Kõrgessaare) auf der zweitgrößten estnischen Insel Hiiumaa (deutsch Dagö).
Kopa hat zehn Einwohner (Stand 31. Dezember 2011).

## Persönlichkeiten
Berühmtester Sohn des Ortes ist der estnische Graphiker Kaljo Põllu (1934–2010), der auf dem Bauernhof Kopa (Kopa talu) geboren wurde. Põllu studierte Kunst in Tallinn. Er stand von 1965 bis 1972 dem Kunstkabinett der Staatlichen Universität Tartu vor.